# Poraj (gromada)
Poraj – dawna gromada, czyli najmniejsza jednostka podziału terytorialnego Polskiej Rzeczypospolitej Ludowej w latach 1954–1972.
Gromady, z gromadzkimi radami narodowymi (GRN) jako organami władzy najniższego stopnia na wsi, funkcjonowały od reformy reorganizującej administrację wiejską przeprowadzonej jesienią 1954 do momentu ich zniesienia z dniem 1 stycznia 1973, tym samym wypierając organizację gminną w latach 1954–1972.
Gromadę Poraj z siedzibą GRN w Poraju utworzono – jako jedną z 8759 gromad na obszarze Polski – w powiecie zawierciańskim w woj. stalinogrodzkim, na mocy uchwały nr 24/54 WRN w Stalinogrodzie z dnia 5 października 1954. W skład jednostki wszedł obszar dotychczasowej gromady Poraj ze zniesionej gminy Poraj w powiecie zawierciańskim oraz pustkowie Osińskie z dotychczasowej gromady Osiny ze zniesionej gminy Kamienica Polska w powiecie częstochowskim w tymże województwie. Dla gromady ustalono 19 członków gromadzkiej rady narodowej.
1 stycznia 1956 gromada weszła w skład nowo utworzonego powiatu myszkowskiego w tymże województwie, gdzie równocześnie została zniesiona w związku z nadaniem jej statusu osiedla (29 lutego 1956 do osiedla Poraj przyłączono kolonię "Choroń Rozparcelowany" z gromady Choroń w powiecie myszkowskim).
1 stycznia 1973 osiedle Poraj zniesiono, równocześnie reaktywując – tym razem w powiecie myszkowskim – gminę Poraj.